# العلاقات البلجيكية الكرواتية
العلاقات البلجيكية الكرواتية هي العلاقات الثنائية التي تجمع بين بلجيكا وكرواتيا.

## مقارنة بين البلدين
هذه مقارنة عامة ومرجعية للدولتين:
| وجه المقارنة                                              | بلجيكا                                                                              | كرواتيا                                                  |
| --------------------------------------------------------- | ----------------------------------------------------------------------------------- | -------------------------------------------------------- |
| المساحة (كم2)                                             | 30.53 ألف                                                                           | 56.59 ألف                                                |
| عدد السكان (نسمة)                                         | 11.37 مليون                                                                         | 4.11 مليون                                               |
| الكثافة السكانية (ن./كم²)                                 | 372.42                                                                              | 72.63                                                    |
| العاصمة                                                   | بروكسل                                                                              | زغرب                                                     |
| اللغة الرسمية                                             | اللغة الهولندية، لغة فرنسية، اللغة الألمانية                                        | اللغة الكرواتية                                          |
| العملة                                                    | يورو، فرنك بلجيكي                                                                   | كونا كرواتية                                             |
| الناتج المحلي الإجمالي (بليون دولار)                      | 492.68 مليار                                                                        | 54.85 مليار                                              |
| الناتج المحلي الإجمالي (تعادل القوة الشرائية) بليون دولار | 514.74 مليار                                                                        | 94.64 مليار                                              |
| الناتج المحلي الإجمالي الاسمي للفرد دولار أمريكي          | 40.32 ألف                                                                           | 11.54 ألف                                                |
| الناتج المحلي الإجمالي للفرد دولار أمريكي                 | 43.44 ألف                                                                           | 21.64 ألف                                                |
| مؤشر التنمية البشرية                                      | 0.890                                                                               | 0.818                                                    |
| رمز المكالمات الدولي                                      | +32                                                                                 | +385                                                     |
| رمز الإنترنت                                              | .be                                                                                 | .hr                                                      |
| المنطقة الزمنية                                           | توقيت وسط أوروبا، ت ع م+01:00، ت ع م+02:00، توقيت وسط أوروبا الصيفي، أوروبا/بروكسل ‏ | توقيت وسط أوروبا، ت ع م+01:00، ت ع م+02:00، أوروبا/زغرب ‏ |

## مدن متوأمة
في ما يلي قائمة باتفاقيات التوأمة بين مدن بلجيكية وكرواتية:
- ترتبط Diksmuide [الإنجليزية]‏ مع أوميش باتفاقية توأمة.

## منظمات دولية مشتركة
يشترك البلدان في عضوية مجموعة من المنظمات الدولية، منها:
| علم المنظمة | اسم المنظمة                               | تاريخ انضمام بلجيكا | تاريخ انضمام كرواتيا |
| ----------- | ----------------------------------------- | ------------------- | -------------------- |
|             | اتفاقية السماوات المفتوحة                 | ?                   | ?                    |
|             | منظمة التجارة العالمية                    | ?                   | ?                    |
|             | الأمم المتحدة                             | 27 ديسمبر 1945      | 22 مايو 1992         |
|             | حلف شمال الأطلسي                          | 4 أبريل 1949        | 1 أبريل 2009         |
|             | الاتحاد الدولي للاتصالات                  | 1866                | 3 يونيو 1992         |
|             | مجلس أوروبا                               | ?                   | ?                    |
|             | مجموعة أستراليا                           | 1985                | 2007                 |
|             | المنظمة الأوروبية لسلامة الملاحة الجوية   | 1960                | 1997                 |
|             | الاتحاد الأوروبي                          | 25 مارس 1957        | 1 يوليو 2013         |
|             | الاتحاد البريدي العالمي                   | ?                   | ?                    |
|             | يونسكو                                    | 29 نوفمبر 1946      | 1 يونيو 1992         |
|             | مؤسسة التنمية الدولية                     | 2 يوليو 1964        | 25 فبراير 1993       |
|             | منظمة حظر الأسلحة الكيميائية              | ?                   | ?                    |
|             | وكالة ضمان الاستثمار متعدد الأطراف        | 18 سبتمبر 1992      | 19 مارس 1993         |
|             | منظمة الشرطة الجنائية الدولية             | ?                   | ?                    |
|             | المنظمة الهيدروغرافية الدولية             | ?                   | ?                    |
|             | مؤسسة التمويل الدولية                     | 27 ديسمبر 1956      | 25 فبراير 1993       |
|             | البنك الدولي للإنشاء والتعمير             | 27 ديسمبر 1945      | 25 فبراير 1993       |
|             | الفريق المعني برصد الأرض                  | ?                   | ?                    |
|             | مجموعة الموردين النوويين                  | ?                   | ?                    |
|             | مركز تنسيق الحركة في أوروبا ‏              | ?                   | ?                    |
|             | منظمة الأمن والتعاون في أوروبا            | 25 يونيو 1973       | 24 مارس 1992         |
|             | المركز الدولي لتسوية المنازعات الاستشارية | 26 سبتمبر 1970      | 22 أكتوبر 1998       |

## أعلام
هذه قائمة لبعض الشخصيات التي تربطها علاقات بالبلدين:
- برانكو ستروبار (لاعب كرة قدم بلجيكي، 9 فبراير 1970[26] – )
- جوسيب ويبر (لاعب كرة قدم بلجيكي، 16 نوفمبر 1964[27] – 8 نوفمبر 2017)

## وصلات خارجية
- موقع وزارة الخارجية البلجيكية
- موقع وزارة الخارجية الكرواتية